# Шуры (Молдова)
Шуры (рум. Șuri, Шурь) — село в Дрокиевском районе Молдавии. Является административным центром коммуны Шуры, включающей также село Новые Шуры.

## География
Село расположено на высоте 140 метров над уровнем моря, на реке Куболта.

## Население
По данным переписи населения 2004 года, в селе Шурь проживает 3964 человека (1899 мужчин, 2065 женщин).
Этнический состав села:
| Национальность | Число жителей | Процентный состав |
| -------------- | ------------- | ----------------- |
| молдаване      | 3907          | 98.56             |
| румыны         | 24            | 0.61              |
| русские        | 20            | 0.5               |
| цыгане         | 9             | 0.23              |
| украинцы       | 3             | 0.08              |
| прочие         | 1             | 0.03              |
| Всего          | 3964          | 100%              |

## Известные уроженцы
- Харац, Меер Хаим-Лейбович (1912—1993) — еврейский поэт.